# Hieracium pseudalpinum
Hieracium pseudalpinum là một loài thực vật có hoa trong họ Cúc. Loài này được (Nägeli & Peter) Prain mô tả khoa học đầu tiên năm 1913.